# Kakwa
Kakwa é uma  tribo situada no noroeste de Uganda, sul do Sudão, e nordeste do  Zaire, de origem da região do Nilo. O povo Kakwa fala uma língua do leste do Nilo. Um grupo selecionado de anciãos é o responsável pelas decisões jurídicas e de uma forma centralizada de governo. A economia é baseada no cultivo de milho, painço, batata, mandioca e criação de gado.
O ex-ditador de Uganda, entre 1971/79, Idi Amin nasceu nesta tribo assim como seu pai. Durante o mandato dele membros dos Kakwas ocuparam diversos cargos importantes na administração. Seus guardas pessoais também eram desta tribo. Após a deposição de Amin em 1979, muitas pessoas desta tribo foram executadas em forma de vingança, causando um éxodo na região.